# Pic d’Arriouère
Pic d’Arriouère – szczyt górski w Pirenejach Centralnych na granicy Francji (departament Pireneje Wysokie) i Hiszpanii (prowincja Huesca).